# Karl Etti (Komponist)
Karl Etti (* 26. Oktober 1912 in Wien; † 15. April 1996 in Mödling) war ein österreichischer Chorleiter, Dirigent und Komponist.

## Werdegang
Etti war Chormeister des Wiener Männergesang-Vereins und Chorleiter des Österreichischen Sängerbundes. Von 1947 bis 1964 leitete er die Sängerknaben vom Wienerwald. Von 1962 bis 1982 war er Professor an der Wiener Musikhochschule.
Als Komponist schuf er Singspiele, Bühnenmusik, Kammermusik, Chor- und symphonische Werke sowie die Oper Dagmar.
Etti vertonte 1952 Rudolf Gahlbecks Werk „Ernst Barlach: Sonette um sein Werk“ als „Barlach-Kantate“. Für dieses Werk wurde Etti 1952 mit dem österreichischen Staatspreis ausgezeichnet. Die Uraufführung erfolgte 1954 an der Wiener Staatsoper.

## Ehrungen
- 1952: Staatspreis für Musik
- 1958: Verdienstkreuz 1. Klasse der Bundesrepublik Deutschland